# Victor Malmström
Victor "Vicke" Malmström, född 1897, död 1962 var en svensk fotograf. Han var son till den kände stockholmsfotografen Axel Malmström. Även Victor Malmströms son Åke kom att bli pressfotograf.

## Biografi
Victor Malmström var under 1910- och 1920-talen faderns ständige assistent och delade dennes ideal. Gällande äldre fotografier är det därför svårt att skilja hans insats från faderns. Victor Malmbergs första publicerade bilder togs vid  Olympiska spelen i Stockholm 1912, där fadern var en av de tre officiella fotograferna. 
Victor utvecklades snart till en alltmer självständig fotograf, även om samarbetet mellan far och son varade ända in på 1920-talet. Victor Malmström tog flera av bilderna under demonstrationerna vid Gustav Adolfs torg i juni 1917, som blev senare publicerade i bland annat tidningarna Social-Demokraten och Hvar 8 Dag under det gemensamma firmanamnet M.
Mellan åren 1925 och 1932 var han fast anställd pressfotograf vid Dagens Nyheter. När Andrée-expeditionen återfanns 1930, sändes Malmström till Tromsø för att med sin kamera finnas på plats när kvarlevorna från expeditionen anlände till Norge. Under 1930- och 1940-talen arbetade han till stor del som frilansfotograf för Aftonbladet och från 1949 var han fast anställd där. Victor Malmström fotograferade intill den dag han dog i oktober 1962. Ett urval av Axel och Victor Malmströms omfattande bildmaterial från Stockholm publicerades  av Per Anders Fogelström, ett år efter Victor Malmströms död. Fotoboken ”Stockholm – Stad i förvandling” utgavs 1963.

## Fotografier i urval

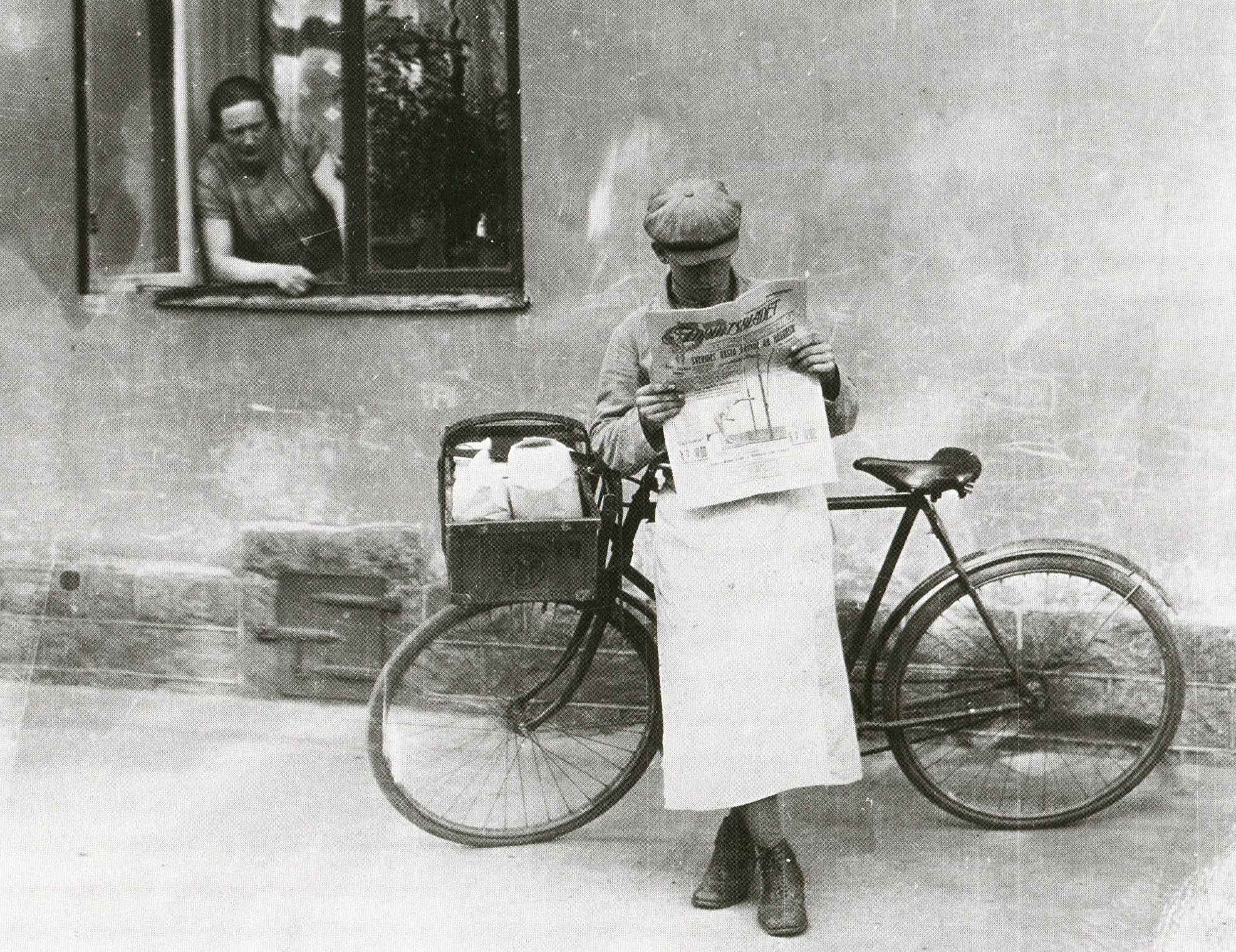
Cykelbud i Stockholm, 1930
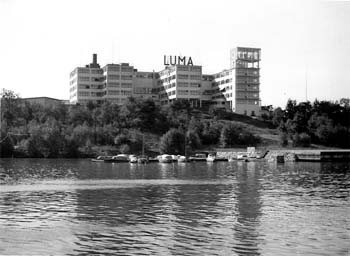
Lumafabriken, 1930-tal
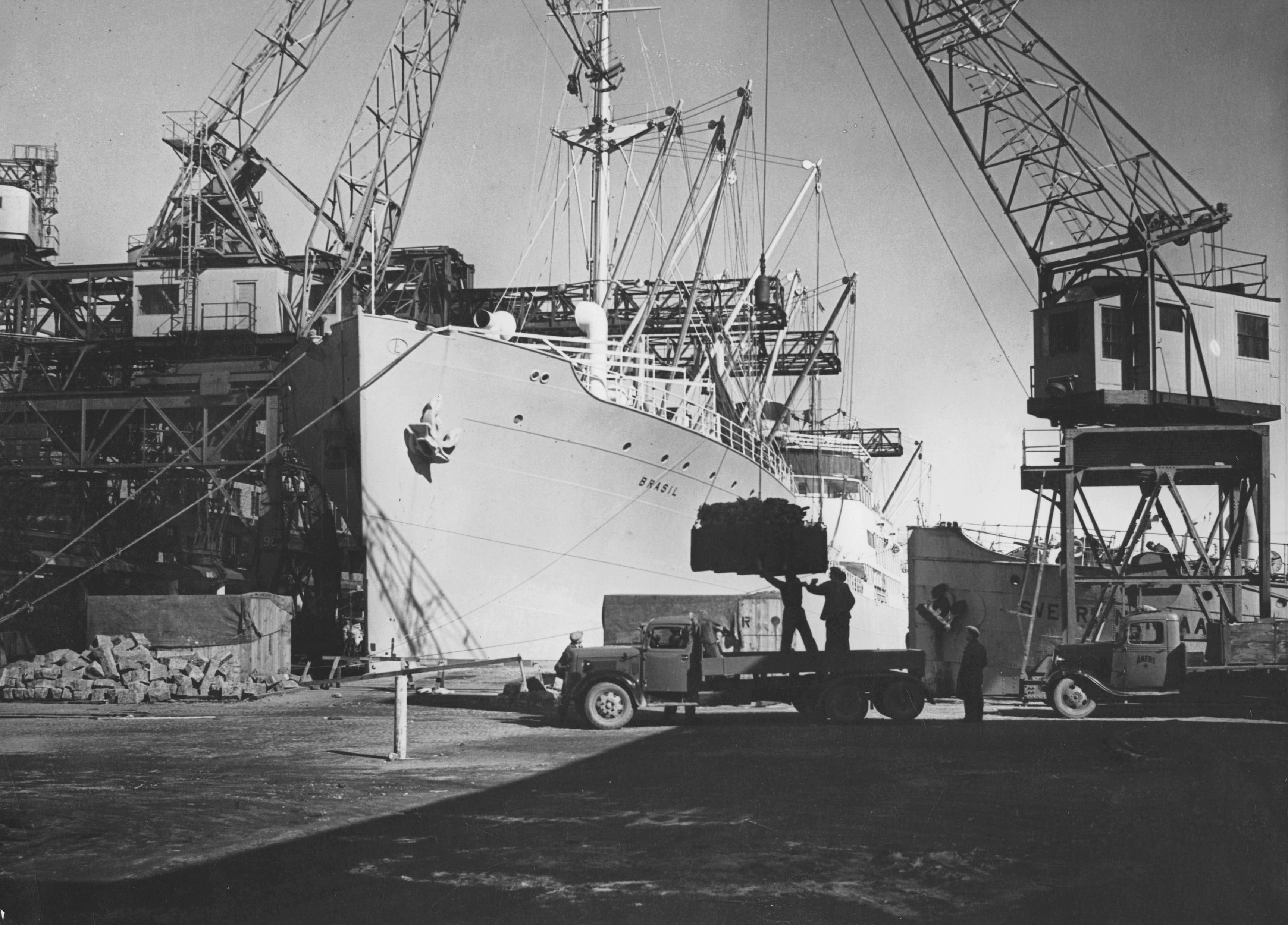
Stockholms frihamn, 1946
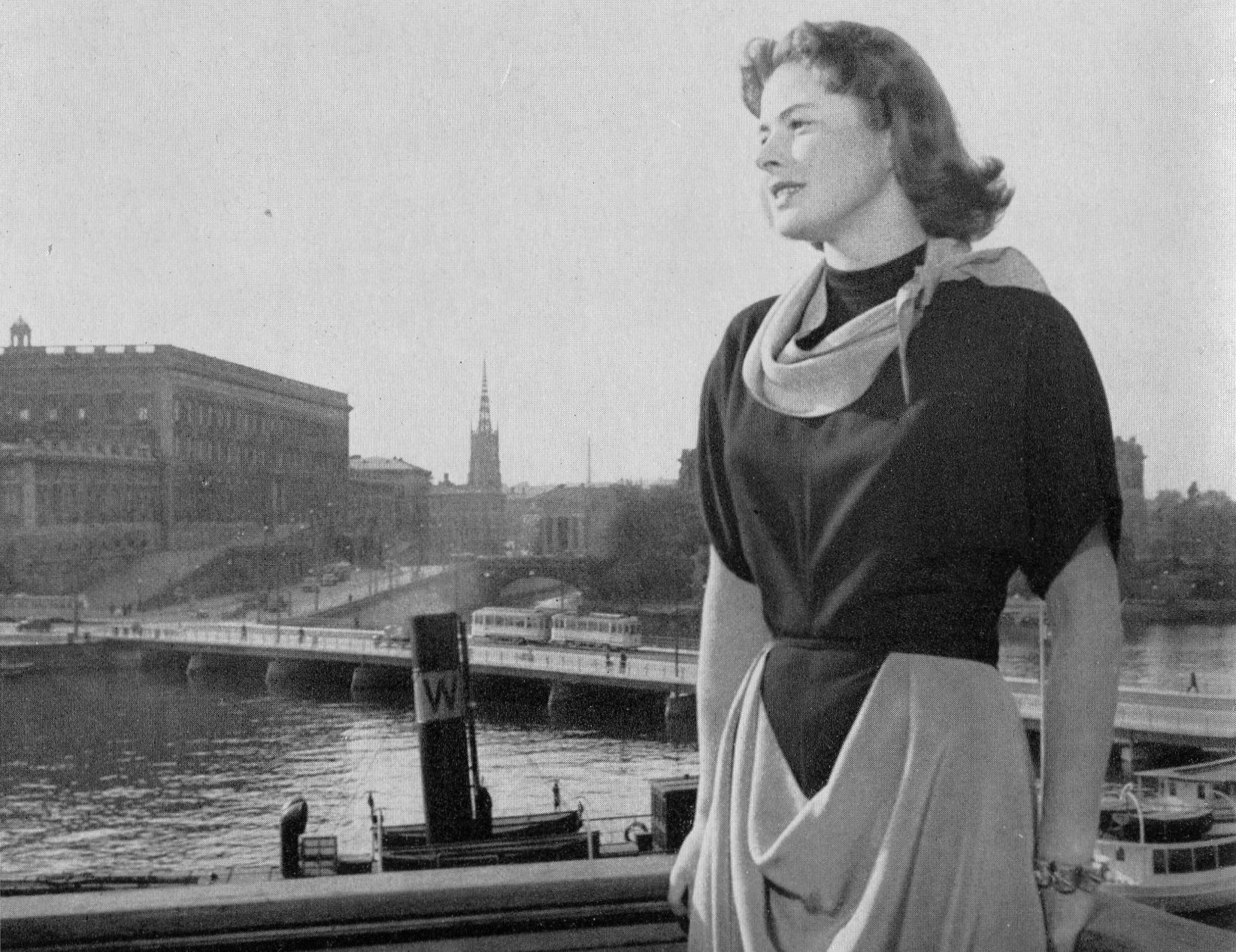
Ingrid Bergman, 1948